# 엘리야
엘리야(히브리어: אליהו, 그리스어: Ηλίας, 라틴어: Elias, 영어: Elijah)는 구약성서 열왕기상에 나오는 야훼(여호와)의 예언자로 구약성서에서 모세, 사무엘 등과 함께 위대한 예언자로 꼽힌다.

## 배경 및 의미
당시의 북이스라엘 왕국은 오므리 왕조의 최전성기에 해당하며, 아합왕은 페니키아(성경의 베니게)로부터 왕비를 맞아 양국 간에 우호적인 관계가 성립됨과 동시에 경제적·정치적인 이로움이 많았다. 그러나, 이와 동시에 페니키아의 종교가 공공연히 이스라엘에 침투하게 되었던 것 또한 피할 수 없는 일이었다. 예언자 엘리야의 행적 가운데 가장 뚜렷한 것은 이교신(異敎神) 바알과 아세라 숭배자들과의 대결에 있었다. 갈멜산 위에서 참다운 신의 증거를 구하면서 바알에 도전하여 이스라엘 백성들에게 어떤 신을 선택할 것인지 결단할 것을 촉구하였다. 이것은 이스라엘 민족이 역사적 배경에 지니고 있는 사막문화와 가나안의 옥토문화 사이에 벌어질 수밖에 없었던 필연적인 대결이었으며, 그 결과 모세 이래의 야훼 신앙이 승리하게 되었다. 엘리야의 예언자 정신과 그 활동은 그 후 이스라엘의 종교 사상에 등장하는 일련의 예언자들의 선구(先驅)로서 중요한 의미를 갖는다.

## 성경 속의 엘리야

### 아합 시대의 엘리야
엘리야는 길르앗의 티스베(성경의 디셉) 출신의 사람으로 이스라엘 왕국의 아합 왕 시기에 살던 사람으로 알려져 있다. 아합 왕이 악행을 저지르고 우상 숭배를 하며 시돈 왕의 딸 이세벨과 결혼하자 엘리야는 아합에게로 몇 해 동안 비가 내리지 않아 이스라엘이 극심한 가뭄에 시달릴 것이라고 예언했다.
이로 인해 아합과 이세벨의 미움을 사 쫓기게 된 엘리야는 요르단강 동쪽에 위치한 크릿(성경의 그릿) 시내에 숨어지냈다. 물은 그 시내에서 마셨고 음식은 야훼가 명령한 까마귀들이 떨어뜨려 주어 며칠 동안 머물렀다.

### 엘리야와 사르밧 과부
엘리야는 야훼의 신탁에 따라 시돈의 사렙다('사르밧'의 헬라어 음역)로 가 머물렀다. 그곳에 한 과부의 친절한 대우로 숨어지낼 수 있었는데, 그 과부의 아들이 병들어 죽자 엘리야는 기적을 일으켜 아이를 살려냈다. 

### 이적과 카르멜(갈멜)산의 대결
한편 가뭄이 몇 해 동안 계속되자 이것이 엘리야 때문이라고 생각한 아합은 궁내 대신 오바댜와 함께 엘리야를 찾으러 떠났다.
아합을 만난 엘리야는 카르멜산(성경의 갈멜산)에서 바알과 아세라의 예언자 850명과 대결하게 된다.(열왕기상 18:19) 먼저 바알과 아세라의 예언자들은 제물을 바치고 자신들의 신을 불렀으나 아무 응답이 없었다. 하지만 엘리야가 제단을 쌓고 야훼를 부르자 곧바로 불이 내려왔다.
엘리야는 백성들을 시켜 바알의 예언자들을 처형했고 곧 비가 내리면서 가뭄이 종결되었다. 그리고 엘리야는 야훼의 도움으로 사마리아로 도망치는 아합보다 더 빨리 가 이스라엘에 이르렀다.

### 엘리사를 부르다
이 사건으로 이세벨의 미움을 더 극렬하게 받은 엘리야는 광야로 도망쳐 호렙 산에서 죽기를 간구하는 극심한 두려움에 빠지지만, 야훼는 천사와 하자엘을 아람 왕으로 세우고 님시의 손자 예후를 이스라엘 왕국의 새 왕으로 세우고 아벨 므홀라 출신의 사팟(사밧)의 아들 엘리사를 후계자로 삼으라는 신탁으로 그를 보살핀다.
엘리야는 그곳을 떠나 사팟의 아들 엘리사를 만나 그에게 자신의 겉옷을 입혀 후계자로 세운다. 그리고 아합이 야훼의 사랑을 받던 나봇을 죽이고 그의 포도밭을 차지하자 엘리야는 아합이 비참한 최후를 맞고 이세벨과 그 자손들도 똑같이 될 것이라는 예언을 한다.
이후 아합이 전사하고 그의 아들 아하즈야(아하시야)가 왕위에 올라 똑같은 악행을 저지르자 엘리야는 아하시야 왕에게도 똑같은 최후를 맞을 거라는 예언을 한다.
후에 엘리사는 엘리야의 승천을 눈으로 목격하고 여호와의 영을 갑절로 받게 되었다. 그리고 그의 겉옷으로 다시 요르단강을 갈라 건너가는 이적을 행한다.

### 승천
엘리야는 엘리사와 함께 길갈을 떠나 베텔(벧엘)로 내려갔다. 엘리야는 그곳에서 엘리사를 머물게 하려 했으나 엘리사는 엘리야와 함께 있기를 청하고 함께 베델로 갔다. 베델에서 다시 엘리야는 엘리사를 그곳에 머물게 하고 혼자 여리고로 가려고 했으나 엘리사는 엘리야와 함께 있기를 청하고 함께 여리고로 갔다. 그곳에서 다시 엘리야는 엘리사를 여리고에 머물게 하려했지만 엘리사는 엘리야와 함께 있기를 청하고 함께 요르단으로 갔다. 엘리야는 요르단강에서 멀찍이 있는 그의 제자들이 보는 가운데, 겉옷으로 물을 갈라 엘리사와 함께 강을 건넜다. 강을 건너자 불병거와 불말이 두 사람을 갈라놓았고 엘리야는 회오리바람에 휩쓸려 하늘로 승천했다.

## 신약성서의 영향
신약성서에 따르면 예수의 모습이 변했을 때 엘리야와 모세가 나타나서 예수가 십자가에서 별세하게 될 문제에 대해서 이야기했다고 한다.
또한 의인 야고보는 야고보의 편지(야고보서)에서 올바른 사람의 기도의 사례로 엘리야가 비가 오지 않게 해달라고 기도했더니, 정말 비가 오지 않았다는 이야기를 들었다.

## 같이 보기
- 두 증인